# Slavomír Pejčoch

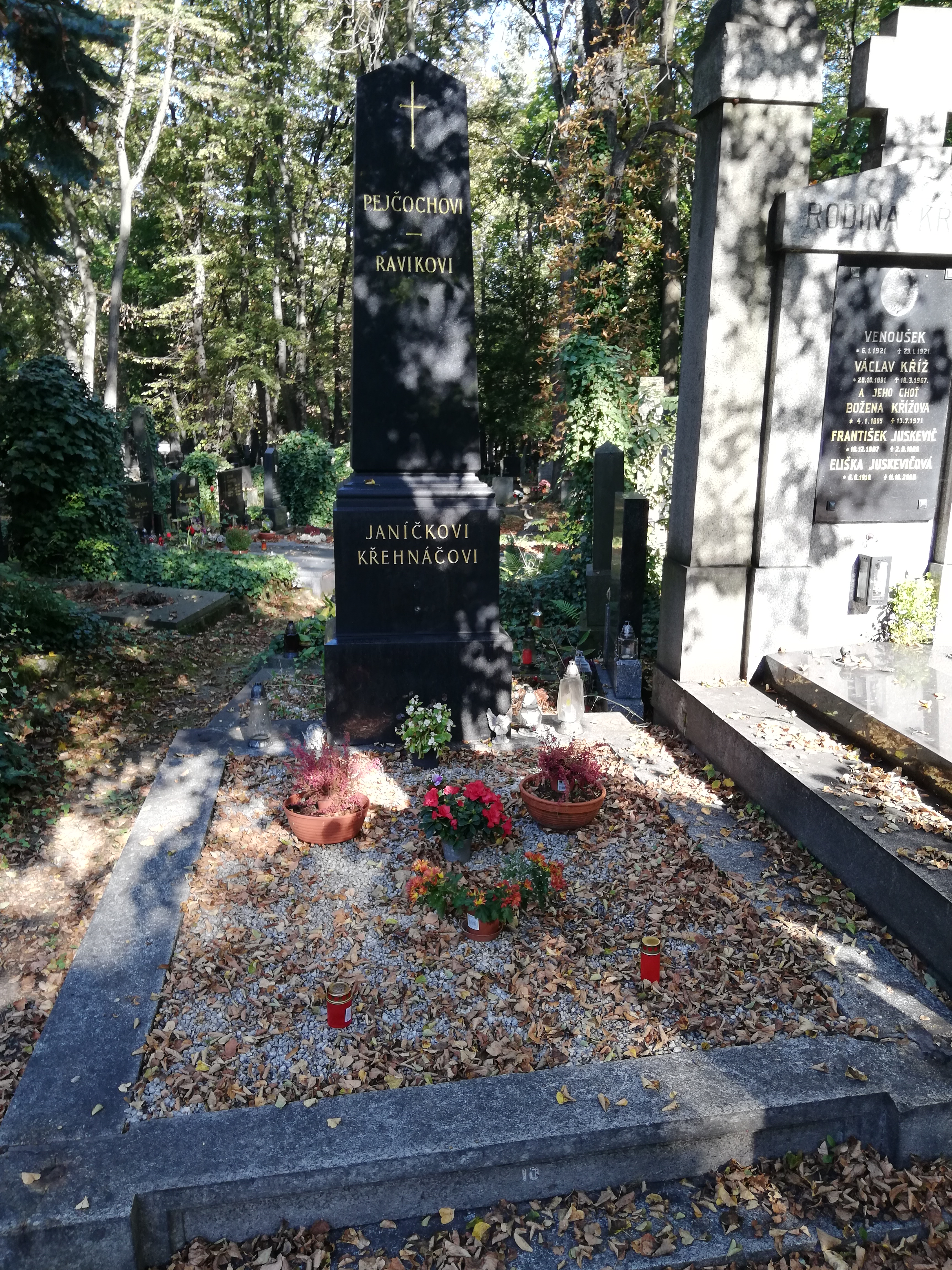
Hrob na Olšanských hřbitovech

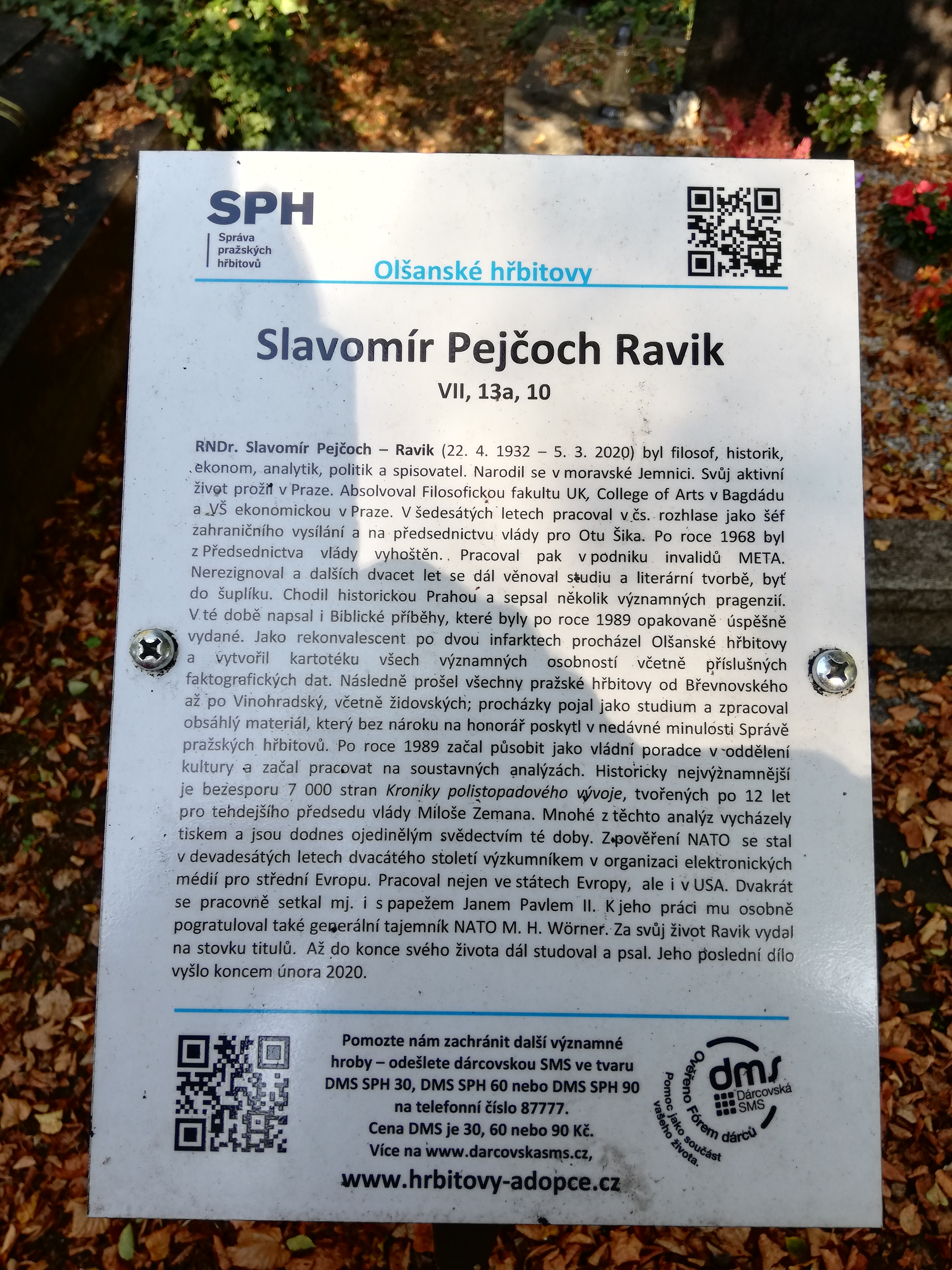
Informační tabulka u hrobu na Olšanských hřbitovech

Slavomír Pejčoch, píšící pod pseudonymem Slavomír Ravik (22. dubna 1932 Jemnice – 5. března 2020 Praha), byl český spisovatel a historik.

## Život
Narodil se v malé obci na Vysočině, vystudoval Obchodní akademii ve Znojmě a pak moderní historii na Filozofické fakultě UK. Na College of Arts bagdádské univerzity studoval arabštinu a pak v Československu pracoval jako novinář. V roce 1968 byl tiskovým tajemníkem reformních ministrů Václava Valeše a Oty Šika. Od 70. let byl nucen pracovat v podniku Meta. Po roce 1989 pracoval pro vládu a byl konzultantem NATO v oblasti médií. Po řadu let byl poradcem Miloše Zemana a autorem nesčetných kritických analýz, zčásti vydaných tiskem.
Zemřel roku 2020 v Praze. Pohřben byl na Olšanských hřbitovech.
Jeho synem byl historik Ivo Pejčoch.

## Dílo
výběr
- Poklady pod námi, 2007
- Zapomenuté osudy. Báječní Češi na prahu 20. století, 2000
- Tam u Králového Hradce, 2000
- Karel Sabina – portrét konfidenta. České charaktery II., 1992
- Bible dnes a pro nás – Nový zákon, 1992
- Bible dnes a pro nás – Starý zákon, 1991
- Smrt se učí létat, 1990[4]
- Vinohradský hřbitov, 1980
- Olšanské hřbitovy, 1980
- Karel Havlíček Borovský – portrét bojovníka, 1979
- Válka nezapomenutá, 1970
- Co Kosmas nenapsal, 1967